# Carol Matas
Carol Matas (14 november 1949) is een Canadees jeugdschrijfster, woonachtig in Winnipeg. Ze schreef onder meer het boek "Het is oorlog geweest". Veel van haar boeken zijn non-fictie en gaan over de oorlog.